# Jöns Lindquist
Jöns Olsson Lindquist, född 2 oktober 1861 i Gustafs socken, Malmöhus län, död 27 april 1932 i Lund, var en svensk trädgårdsmästare.
Lindquist genomgick Alnarps trädgårdsskola 1878–1880, praktiserade i utlandet 1881–1882, var underträdgårdsmästare vid Alnarp 1883–1884, trädgårdsmästare hos spannmålsfirman Carl Fredrik Neess i Landskrona 1884–1898 och därefter innehavare av egen handelsträdgård och blomsteraffär i Lund. Han var skattmästare i Skånska trädgårdsföreningen 1904–1913 och vice ordförande samma förening 1909–1913.